# ليني لان
ليني لان (بالإنجليزية: Lenny Lane)‏ هو مصارع هاوي أمريكي، ولد في 20 أكتوبر 1970 في دولوث في الولايات المتحدة.

## وصلات خارجية
- ليني لان على موقع CageMatch worker (الإنجليزية)
- ليني لان على موقع قاعدة بيانات المصارعة على الإنترنت (الإنجليزية)
- ليني لان على موقع عالم المصارعة على الإنترنت (الإنجليزية)
- ليني لان على موقع عالم المصارعة على الإنترنت (الإنجليزية)

- ليني لان على موقع IMDb (الإنجليزية)